# Pusha T
Terrence LeVarr Thornton (født 14. maj 1977 i New York City), bedre kendt som Pusha T, er en amerikansk rapper. Han har været kendt som den ene halvdel af hiphop-duoen Clipse, som han dannede sammen med sin bror No Malice. Hovedsageligt aktive fra 1994 til 2010, udgav duoen tre studiealbums, Lord Willin i 2002, Hell Hath No Fury i 2006 og Til the Casket Drops i 2009.
Efter duoens pause i 2010 startede Pusha T en solokarriere. Hans debutalbum, My Name Is My Name udkom i 2013 og blev en kommerciel succes, hvor albummet toppede som nummer fire på Billboard 200. Gennem sin karriere har Pusha T modtaget fem Grammy Award-nomineringer.

## Diskografi

### Studio albums
- My Name Is My Name (2013)
- King Push – Darkest Before Dawn: The Prelude (2015)
- Daytona (2018)
- It's Almost Dry (2022)